# Spiridens camusii
Spiridens camusii är en bladmossart som beskrevs av Thériot 1910. Spiridens camusii ingår i släktet Spiridens och familjen Spiridentaceae. Inga underarter finns listade i Catalogue of Life.